# Дінуба (Каліфорнія)
Дінуба (англ. Dinuba) — місто (англ. city) в США, в окрузі Туларе штату Каліфорнія. Населення — 24 563 особи (2020).

## Географія
Дінуба розташована за координатами 36°32′43″ пн. ш. 119°23′56″ зх. д. / 36.54528° пн. ш. 119.39889° зх. д. (36.545353, -119.398873).  За даними Бюро перепису населення США в 2010 році місто мало площу 16,76 км², уся площа — суходіл.

## Демографія
Згідно з переписом 2010 року, у місті мешкали 21 453 особи в 5593 домогосподарствах у складі 4720 родин. Густота населення становила 1280 осіб/км².  Було 5868 помешкань (350/км²).
Расовий склад населення:
| - 52,0 % — білих - 2,1 % — азіатів - 0,9 % — корінних американців - 0,7 % — чорних або афроамериканців - 0,1 % — вихідців з тихоокеанських островів - 40,2 % — осіб інших рас |

До двох чи більше рас належало 4,0 %. Частка іспаномовних становила 84,4 % від усіх жителів.
За віковим діапазоном населення розподілялося таким чином: 34,9 % — особи молодші 18 років, 57,3 % — особи у віці 18—64 років, 7,8 % — особи у віці 65 років та старші. Медіана віку мешканця становила 27,2 року. На 100 осіб жіночої статі у місті припадало 103,3 чоловіків;  на 100 жінок у віці від 18 років та старших — 101,4 чоловіків також старших 18 років.
Середній дохід на одне домашнє господарство  становив 48 553 долари США (медіана — 36 860), а середній дохід на одну сім'ю — 48 839 доларів (медіана — 36 707). Медіана доходів становила 28 740 доларів для чоловіків та 26 830 доларів для жінок. За межею бідності перебувало 28,6 % осіб, у тому числі 36,6 % дітей у віці до 18 років та 14,0 % осіб у віці 65 років та старших.
Цивільне працевлаштоване населення становило 8631 осіб. Основні галузі зайнятості: сільське господарство, лісництво, риболовля — 26,2 %, освіта, охорона здоров'я та соціальна допомога — 16,4 %, роздрібна торгівля — 13,9 %.